# Nino Serdarušić
Nino Serdarušić (Zagreb, 13. prosinca 1996.) hrvatski je tenisač. Njegov najbolji plasman u pojedinačnoj konkurenciji je 167. mjesto na ATP ljestvici, koje je postigao 27. lipnja 2022. Igra za hrvatsku tenisku reprezentaciju s kojom je došao do finala Davis Cupa 2021. godine.

## Juniorska karijera
Serdarušić je imao 21. mjesto na ljestvici juniora, a s Petrosom Chrysochosom ušao je u polufinale parova na Wimbledonu 2014. u dječačkim parovima.

## Profesionalna karijera
Debitirao je u glavnom ždrijebu parova na ATP turniru „Vegeta Croatia Open Umag” 2014., u paru s Dinom Marcanom, izgubivši u prvom kolu od drugih nositelja Pabla Cuevasa i Horacia Zeballosa u tri seta.
U 2016. godini prvi put se pojavio u ATP pojedinačnom ždrijebu, također na Croatia Openu, ali je izgubio u dva seta od Teymuraza Gabashvilija.
U 2018. godini igrao je svoje prvo finale ATP Challenger Toura u češkoj Ostravi i izgubio od Arthura De Greefa u tri seta. Godine 2021. stigao je do svog drugog finala Challengera u Veroni u Italiji gdje ga je porazio Holger Rune, a do veljače 2024. bio je ukupno pet puta u finalima Challengera, ali do sada nije osvojio nijedan. Osvojio je 8 Futures turnira i bio još 16 puta u finalima Futuresa. Osvojio je 24 Futures turnira u parovima i bio još 9 puta u finalima Futuresa. 
2023. godine na Geneva Openu 2023. kvalificirao se za glavni ždrijeb, ali je izgubio od Christophera O'Connella. U srpnju je Serdarušić osvojio svoj prvi turnir u parovima na Croatia Openu u Umag sa Slovencem Blažom Rolom.

## Osobni život
2022. godine, nakon poraza u kvalifikacijama za Australian Open, njegov brat i trener Filip Serdarušić deportiran je jer nije bio cijepljen.